# 네소스

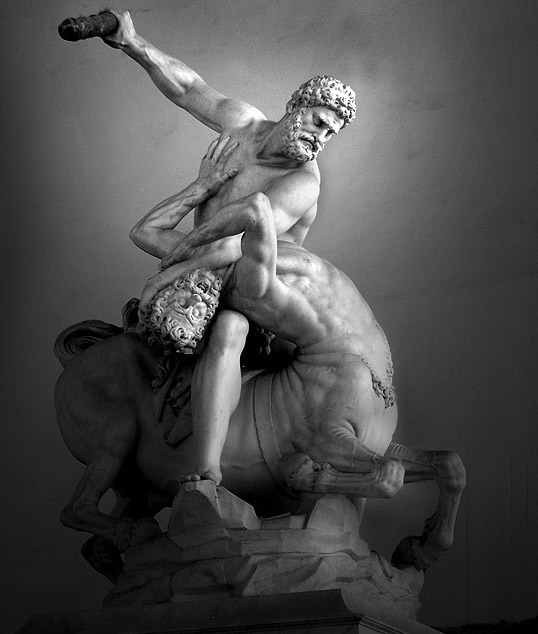
헤라클레스와 네소스.

네소스(그리스어: Νέσσος)는 그리스 신화에 나오는 켄타우로스로 헤라클레스에 의해 죽었다. 그는 익시온과 네펠레의 아들로 라피아티인들과의 전투에도 참가했고 에우에노스강의 사공이 되었다.
헤라클레스가 아내 데이아네이라를 데리고 에우에노스강을 건너게 될 때 헤라클레스 본인은 아무 문제가 없었지만, 부인 데이아네이라가 문제였다. 이 과정에서 네소스가 나타나서 데이아네이라를 건너갈 수 있게 해 주겠다고 하고 도와줬는데, 잘 도와주는가 싶더니 얼마 안 가 그녀를 겁탈하려고 했다. 이를 본 헤라클레스는 히드라의 독이 묻은 화살을 네소스에게 쐈는데, 네소스가 이 화살을 맞고 죽기 직전 자신의 피가 묻은 겉옷을 데이아네이라에게 주면서 헤라클레스의 영원한 사랑을 얻을려면 이 옷을 헤라클레스에게 입히라는 유언을 남기고 죽었다. 데이아네이라는 이 겉옷을 잘 간직해 두었다.
세월이 흘러 헤라클레스가 이올레와 사랑에 빠지자 질투에 사로잡힌 데이아네이라는 네소스의 말만 철썩같이 믿고 하인 리카스를 시켜 네소스의 겉옷을 헤라클레스에게 보냈다. 헤라클레스는 아내가 보낸 겉옷을 아무 생각 없이 입었는데, 옷에 묻었던 독 묻은 피가 헤라클레스의 몸에 흡수되자 헤라클레스는 미칠듯한 고통에 휩싸였고, 결국 고통을 견디다 못해 스스로 불길 속으로 뛰어들어 죽었다. 또한 데이아네이라도 네소스에게 속았음을 뒤늦게 깨닫고 스스로 목을 매어 자살했다.
아르고호의 모험에 대한 다른 전승에 의하면 네소스는 이아손과 아르고호의 선원들을 만나 그들에게 죽임을 당한다고도 한다.